# Bandera de Cardedeu
La bandera oficial de Cardedeu té la següent descripció:
Bandera apaïsada, de proporcions dos d'alt per tres de llarg, groga amb quatre faixes vermelles i un triangle blau clar, amb la base a tot el llarg de la vora de l'asta i el vèrtex al centre del drap, carregat d'un card de tres flors groc, d'altura 5/18 de la del drap i amplada 4/27 de la llargària del mateix drap, posat a 5/54 de la vora de l'asta i a 13/36 de la vora superior.
Va ser aprovada el 16 de gener de 2002 i publicada en el DOGC el 5 de febrer del mateix any amb el número 3568.